# Agmina nodosa
Agmina nodosa là một loài Trichoptera trong họ Ecnomidae. Chúng phân bố ở miền Australasia.